# ابرکونازول
ابرکونازول (انگلیسی: Eberconazole) یک داروی ضد قارچ است که به عنوان یک کرم موضعی ۱٪، یک درمان مؤثر برای درماتوفیتوز، کاندیدیاز و پیتریازیس است.
این دارو در سال ۲۰۱۵ میلادی برای استفاده در اسپانیا تأیید شد و با نام تجاری Ebernet فروخته می‌شود. این دارو همچنین برای استفاده در پاناما، گواتمالا، کاستاریکا، هندوراس و جمهوری دومینیکن تأیید شده‌است.